# دوري ديكسون
دوري ديكسون (بالإنجليزية: Dory Dixon)‏ هو مصارع محترف جامايكي، ولد في 1 فبراير 1935 في جامايكا.

## روابط خارجية
- دوري ديكسون على موقع CageMatch worker (الإنجليزية)
- دوري ديكسون على موقع قاعدة بيانات المصارعة على الإنترنت (الإنجليزية)